# Gulkhan-Eudokie z Gruzie
Gulkhan-Eudokie z Gruzie (zemřela 2. května 1395) byla první manželkou císaře Manuela III. Trapezuntského. Její původní jméno bylo Gulkhan Khatun, Eudokie bylo její křesťanské jméno.

## Rodina
Gulkhan se narodila jako dcera Davida IX. Gruzínský a jeho manželky Sindukhtar Jaqeli. Byla také sestrou Bagrata V.
Jejím dědečkem z otcovy strany byl Jiří V. Zářivý. Identita jeho manželky je neznámá. "Gruzínské kroniky" mluví o jeho sňatku s dcerou "velkého řeckého císaře, lorda Michaela Komnena". Nicméně, vládnoucí dynastií Byzantské říše 14. století byla dynastie Palaiologů, ne Komnenů. Sňatek dcery Michaela IX. Palaiologa a jeho manželky Rity Arménské s gruzínským vládcem není v byzantských zdrojích uveden. Ani nebyly žádné nemanželské dcera Michaela IX. Komneni však vládli v Trapezuntském císařství. Michael Komnenos byl císařem v letech 1344 až 1349. Jeho manželkou byla Acropolitissa. Jejich jediným dítětem, které bylo zaznamenáno, byl syn Jan III. Trapezuntský. Zda měl Jan III. sourozence není známo.
Jejím dědečkem z matčiny strany byl Qvarqvare II. Jaqeli, kníže ze Samcche-Džavachetie. Jaqeli držel gruzínský feudální úřad Eristavi, titul, který by mohl být "guvernérem regionu" nebo "velitelem armády", zhruba ekvivalent k byzantskému stratégovi, běžně se dá přeložit jako "vévoda".

## Manželství
Gulkhan byla poprvé zasnoubena nebo provdána za Andronika Trapezuntského, nemanželského syna císaře Alexia III. 14. března 1376 Andronikos vypadl z okna císařského paláce a na následná zranění zemřel. Podle Michaela Panareta se pohřbu účastnila jen jeho matka a císařovna, a zasnoubení bylo převedeno na Manuela Trapezuntského, kterého Panaretos popisuje jako "mladšího, vhodnějšího a manželského" syna císaře. Podrobnosti, jako jsou tyto, vedly historiky k podezření na incident. Europäische Stammtafeln: Stammtafeln zur Geschichte der Europäischen Staaten (1978) od Detleva Schwennickeho uvádí, že byl Andronikos zabit vyhozením z věže.
Opakované zasnoubení bylo vyjednáno, zatímco Gulkhan pobývala v Ibérii. Opustila otcovo království a s císařskou stranou se setkala v Macragialu 15. srpna 1377, společně se vrátili do Trapezuntu 30. srpna. 5. září Gulkhan přijala královské jméno Eudokie a dalšího dne, 6. září 1377 byla trapezuntským Metropolitou Theodosiem oddána s Manuelem; svatební slavnosti trvaly týden.
Jejich jediným známým synem byl Alexios IV. Trapezuntský.

## Císařovna
20. března 1390 císař Alexios III. zemřel. Manuel se stal císařem Manuelem III. a Gulkhan jeho císařovnou. Gulkhan zemřela 2. května 1395. Manuel se poté znovu oženil s Annou Philanthropenou.